# Quinze portraits d'enfants d'Auguste Renoir
Les Quinze portraits d'enfants d'Auguste Renoir sont une œuvre de Jean Françaix composée en 1971.

## Présentation
Inspirés par des tableaux d'Auguste Renoir, les Quinze portraits d'enfants d'Auguste Renoir de Jean Françaix sont composés en 1971. L'œuvre, dédiée aux deux petites filles du compositeur, Sophie et Christine, existe en deux versions, une pour piano à quatre mains et une pour orchestre à cordes,,. 
Au piano, le recueil est écrit « à l'usage des jeunes élèves ».  
La partition, qui connaît une création radiophonique le 25 mai 1972, est publiée par les Éditions musicales transatlantiques. 

## Structure
Les Quinze portraits d'enfants consistent en :
1. Le bébé à la cuiller, pièce « la plus facile » du recueil, « adaptée aux plus petites mains[1] » au piano ;
2. Jeune Bretonne ;
3. Adolescente se peignant ;
4. Fillette lisant ;
5. Les deux sœurs, « charmante valse[1] » ;
6. Au jardin du Luxembourg, « marche miniature[1] » ;
7. Fillette au chapeau bleu, à ranger « parmi les musiques les plus délicieusement naturelles[1] » du compositeur ;
8. Fillette à la gerbe ;
9. Mademoiselle Cahen d'Anvers ;
10. La petite pêcheuse ;
11. Mademoiselle Grimprel au ruban bleu ;
12. Au piano, « description incroyablement précise de jeunes mains essayant péniblement de maîtriser le clavier[1] » ;
13. Fillette au chapeau à plume rose, à classer « parmi les musiques les plus délicieusement naturelles[1] » du compositeur ;
14. Les enfants de Madame Charpentier ;
15. Le petit collégien, qui nécessite « un certain degré d'expertise pianistique[1] ».

Pour la musicologue Adélaïde de Place, les Quinze portraits d'enfants « se présentent comme autant d'adorables portraits musicaux d'un charme délicieux (Fillette au chapeau bleu), d'une tendre simplicité enfantine (Fillette lisant) et d'une délicate naïveté (Le bébé à la cuiller) dont ne sont jamais exclus l'humour (Au piano), la variété rythmique (Au jardin du Luxembourg, Fillette à la gerbe, La petite pêcheuse) et les effets originaux ([…] l'effet inattendu du son produit par le dos de la contrebasse cogné avec le bout de l'archet dans Le petit collégien) ».

## Discographie sélective
- Jean Françaix, Orchestre de chambre national de Toulouse, Alain Moglia (dir.), disques Pierre Verany PV794103, 1994.
- Jean Françaix: The Music for Solo Piano, Duo & Duet, CD 2, Martin Jones et Adrian Farmer (piano), Nimbus Records NI5880, 2012.